# اوکسانا دواچ‌الیوک
اوکسانا دواچ‌الیوک (انگلیسی: Oksana Dovhaliuk؛ زادهٔ ۱۳ اوت ۱۹۷۱) بازیکن زن بسکتبال اهل اوکراین بود.